# Elezioni presidenziali in Lituania del 2009
Le elezioni presidenziali in Lituania del 2009 si tennero il 17 maggio; videro la vittoria, al primo turno, dell'indipendente Dalia Grybauskaitė.

## Risultati
| Dalia Grybauskaitė   | Indipendente                               | 950 407   | 69,09 |  |  |  |  |  |
| Algirdas Butkevičius | Partito Socialdemocratico di Lituania      | 162 665   | 11,82 |  |  |  |  |  |
| Valentinas Mazuronis | Ordine e Giustizia                         | 84 656    | 6,15  |  |  |  |  |  |
| Valdemar Tomaševski  | Azione Elettorale dei Polacchi in Lituania | 65 255    | 4,74  |  |  |  |  |  |
| Kazimira Prunskienė  | Unione Popolare dei Contadini di Lituania  | 53 778    | 3,91  |  |  |  |  |  |
| Loreta Graužinienė   | Partito del Lavoro                         | 49 686    | 3,61  |  |  |  |  |  |
| Česlovas Jezerskas   | Indipendente                               | 9 191     | 0,67  |  |  |  |  |  |
| Totale               | Totale                                     | 1 375 638 | 100   |  |  |  |  |  |
|                      |                                            |           |       |  |  |  |  |  |
| Voti non validi      | Voti non validi                            | 17 640    | 1,27  |  |  |  |  |  |
| Votanti              | Votanti                                    | 1 393 278 | 51,76 |  |  |  |  |  |
| Elettori             | Elettori                                   | 2 691 603 |       |  |  |  |  |  |